# Debaryomyces hansenii
Debaryomyces hansenii (Zopf) Lodder & Kreger-van Rij – gatunek jednokomórkowych grzybów zaliczanych do drożdży.

## Systematyka i nazewnictwo
Pozycja w klasyfikacji według Index Fungorum: Debaryomyces, Saccharomycetaceae, Saccharomycetales, Saccharomycetidae, Saccharomycetes, Saccharomycotina, Ascomycota, Fungi.
Po raz pierwszy opisał go w 1890 r. Wilhelm Zopf, nadając mu nazwę Saccharomyces hansenii. W 1984 r. Jacomina Lodder i N.L.J. Kreger-van Rij przeniosły go do rodzaju Debaryomyces.
Ma około 70 synonimów. Niektóre z nich:
- Candida famata (F.C. Harrison) E.K. Novák & Zsolt 1961
- Candida periphelosum T. Nagas., J. Ono, Tut. Kudo & Yosh. Harada 1972
- Debaryolipomyces heimii C. Ramírez, in Verona & Montemartini 1960
- Debaryomyces subglobosus (Zach) Lodder & Kreger-van Rij 1952
- Torulaspora hansenii (Zopf) Van der Walt & Johannsen 19775

## Właściwości
Debaryomyces hansenii należy do drożdży zasadniczo nie posiadających zdolności fermentacji, ale donoszono, że niektóre szczepy potrafią fermentować glukozę i inne heksozy. D. hansenii metabolizuje cukry do pirogronianu w szlaku Embdena – Meyerhofa – Parnasa (EMP), a następnie utlenia pirogronian w cyklu kwasu trikarboksylowego. Potrafi asymilować kwasy organiczne, m.in. kwas cytrynowy, mlekowy i bursztynowy, działa również szlak pentozofosforanowy. Niektóre szczepy zewnątrzkomórkowo wytwarzają enzymy proteaza i lipaza. Brak aktywności amylolitycznej i pektynolitycznej. Najbardziej wyróżniającą cechą D. hansenii jest zdolność do wzrostu w obecności niezwykle wysokich stężeń soli (NaCl). Jest halofilem. Chociaż reakcja wzrostu na NaCl różni się w zależności od szczepu, większość szczepów rośnie w obecności 15% tej soli, a niektóre rosną nawet przy stężeniu 20–24%. Tolerancja soli D. hansenii jest największa przy pH bliskim 5,0 i maleje przy pH 3,0 i pH 7,0. Molekularne podstawy tolerancji soli u D. hansenii zostały szeroko zbadane i są powiązane ze zdolnością tych drożdży do akumulacji glicerolu w wysokich stężeniach wewnątrzkomórkowych jako substancji chroniącej. Znaczne ilości glicerolu są wydalane do środowiska zewnątrzkomórkowego, szczególnie w fazie stacjonarnej, ale są ponownie wykorzystywane po wyczerpaniu substratu glukozowego. Zbadano szlak produkcji glicerolu, który pochodzi z glukozy szlakiem EMP. Potrafi wewnątrzkomórkowo gromadzić i wydalać arabitol, ale jego wytwarzanie (na szlaku pentozofosforanowym) zachodzi przy braku stresu solnego.

## Znaczenie
- D. hanseni powszechnie występuje we wszystkich rodzajach serów, w tym w serach miękkich oraz w solankach serów półtwardych i twardych[4]
- Jest najczęściej występującym gatunkiem drożdży w kiełbasach niesiarczynowanych lub siarczynowanych, kiełbasach bez skóry i mielonej wołowiny[5]
- Bierze udział w fermentacji piw dojrzewających w beczkach, takich jak Le Coq Imperial Stout z browaru Harveys w południowej Anglii. Prawdopodobnie albo unosi się on w powietrzu w browarze, albo jest wolno rosnącym składnikiem mieszanki drożdży domowych[6]
- Jest odpowiedzialny za około 2% przypadków grzybicy skóry zwanej kandydozą[7]
- Jest jednym z patogenów wywołujących chorobę Leśniowskiego-Crohna u ludzi[8]
- Wytwarza mykotoksyny z grupy mykocyn, w celu zniszczenia konkurencyjnych gatunków drożdży[9]
- Jest też grzybem wodnym. Ze względu na swoją odporność na sól występuje w wodach słonych jezior, np. w Wielkim Jeziorze Słonym w stanie Utah[6].